# Набу-мукин-зери
Набу-мукин-зери (Nabû-mukīn-zēri; букв. «Набу упрочил семя») — царь Вавилонии, правил приблизительно в 732 — 729 годах до н. э.
Вождь халдейского племени Бит-Амуккани, захватил Вавилон и провозгласил себя царём. Первый из IX Вавилонской династии.
В 731 году до н. э. ассирийский царь Тиглатпаласар III вторгся в Вавилонию. Его поход был направлен против халдеев и, в первую очередь, против Шапии, столицы Бит-Амуккани. Халдейские племена подверглись жесточайшему разгрому. 154 тысячи халдеев было угнано в плен. Халдейские вожди принесли огромную дань. Завоеванную страну Тиглатпаласар не разделил, как обычно, на области.
Престиж Вавилонии был столь велик, что Тиглатспаласар предпочел в 729 году до н. э. короноваться в качестве вавилонского царя, под именем Пулу, объединив, таким образом, всю Месопотамию личной унией.
Правил Набу-мукин-зери 3 года.